# Molly Hammar
Molly Hammar, pseudonimo di Ella Molly Natalia Pettersson Hammar (Umeå, 16 ottobre 1995), è una cantautrice svedese.
Si è resa famosa per la sua partecipazione, nel 2011, al talent show nazionale Idol, trasmesso sul canale TV4, dove si è posizionata quarta nella classifica finale, e per Hunger e I'll Be Fine singoli presentati rispettivamente durante i Melodifestivalen, concorso per la selezione del rappresentante del paese all'annuale Eurovision Song Contest del 2015 e del 2016.

## Carriera

### 2011-2014:Idole l'ingresso nel mondo musicale
Nel settembre 2011 si è presentata alle audizioni del talent show canoro Idol, versione svedese del format noto a livello mondiale Pop Idol. Ai quarti di finale si è esibita con A Woman's Worth di Alicia Keys, e le è stato concessa la Top 12, giungendo in semifinale, dove ha interpretato Where the Streets Have No Name degli U2. Raggiunta la finalissima è stata eliminata, terminando la competizione quarta.

### 2015:Melodifestivalen 2015eSomething Right
Nel 2015 firma un contratto con la casa discografica Warner Music Sweden e riesce ad affermarsi nel mondo musicale diventando concorrente del Melodifestivalen 2015, concorso per la selezionale del rappresentante della Svezia all'annuale Eurovision Song Contest, e presentando il suo singolo di debutto I'll Be Fine. La cantautrice viene eliminata nel corso della prima semifinale, arrivando penultima nel televoto. Nonostante ciò, il brano entra nella classifica nazionale generale al suo picco alla sessantacinquesima posizione e in quella digitale perfino alla sesta. Inoltre raggiunge inaspettatamente la prima posizione nelle tendenze dell'iTunes Store, ottenendo un articolo in inglese dal blog online europeo Wiwi Blogs.
Successivamente, rilascia anche il singolo Something Right, che si distingue per avere un sound pop fresco e sereno, descritta come "una canzone elettrizzante ricca di soul" dalla rivista scandinava Scandipop UK, e paragonata ad uno dei migliori brani di Ella Henderson. La Hammar ha eseguito l'inedito, scritto da Lisa Desmond, Tim Larsson e Tobias Lundgren, per la prima volta nel corso del programma serale Sommarkrysset.

### 2016-2017:Melodifestivalen 2016eLiberate

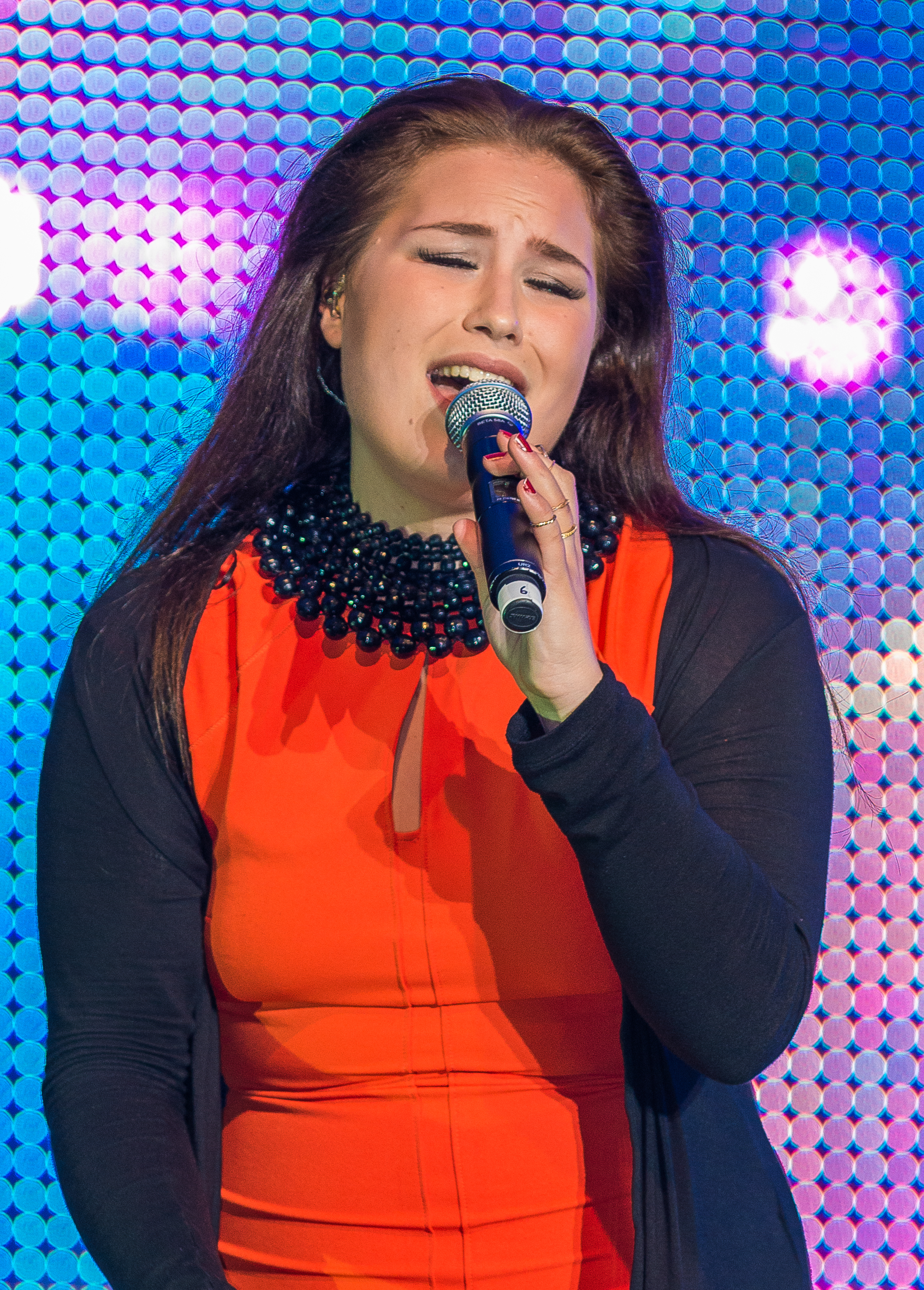
Molly Pettersson Hammar durante lo Stockholm Pride 2015

Nel 2016 tenta di vincere il Melodifestivalen 2016 con il singolo dance pop Hunger, il quale la porta alla andra chansen per non aver ottenuto il minimo di voti con cui passare direttamente alla finale, ma non essere neanche stata tra gli ultimi, per poi essere eliminata definitivamente una seconda volta. Il brano tratta l'amare qualcuno che sei conoscente non è il meglio per te, ha debuttato ed è rimasta per varie settimane, alla cinquantasettesima posizione nella classifica di Swerigetopplistan e secondo molti è una prova del talento della cantautrice svedese.
Nel frattempo co-scrive la canzone di Ira Losco Walk on Water, rappresentante lo stato di Malta all'Eurovision Song Contest 2016, dove è riuscita a qualificarsi per la finale a 26.
In seguito, pubblica Liberate, come presunto terzo singolo dal suo imminente e parecchio atteso album d'esordio, e collabora vocalmente, seppur non accreditata a Drowning di Justin Prime e We Are Loud. Il secondo viene elogiato proprio per la notevole presenza della Hammar, iniziando a farsi conoscere anche a livello internazionale, mentre Liberate viene acquistato molto all'interno del paese, subentrando nelle classifiche e venendo più volte nominata come "Song of the Day" da svariate stazioni radio.

### 2018-presente: Contratto con Cosmos Music e la svolta musicale conSEX
Dopo circa due anni di pausa dalla pubblicazione di Liberate nel 2016, il 7 giugno 2018 viene distribuito su tutte le piattaforme digitali un singolo della cantante intitolato Blossom sotto l'etichetta discografica Cosmos Music, con cui la musicista ha firmato un contratto dopo aver abbandonato la Warner Music Sweden, e con un nuovo nome d'arte, che da Molly Pettersson Hammar è diventato Molly Hammar. La canzone vede la Hammar cominciare un percorso artistico con una nuova direzione più volta verso una musica R&B minimalista e fa parte dell'EP SEX, prodotto da Lucas Nord e Nils Tulls e contenente cinque brani inediti scritti dalla Hammar stessa e una versione acustica di Blossom e pubblicato il 15 giugno a livello globale.
La cantante nel frattempo lavora con il duo britannico di disc jockey e produttori Sondr al singolo Holding On, un brano che riceve il supporto di Ultra Music e per cui viene registrato un videoclip musicale, e con Nause a Breathe, pubblicato l'8 giugno, in cui viene accreditata come featuring.
Nel 2019 Molly Hammar pubblica il singolo No Place Like Me in collaborazione con Big Narstie, seguito il primo maggio da Words, scritto con il cantautore svedese Benjamin Ingrosso, vincitore del Melodifestivalen 2018 e classificatosi settimo nell'edizione dello stesso anno dell'Eurovision Song Contest con la canzone Dance You Off per la Svezia, e Hampus Lindvall. La canzone ha raggiunto oltre tre milioni di streaming su Spotify e ha un proprio video musicale su YouTube.
Il suo terzo singolo dell'anno è poi Show Me, con Kim Cesarion, successivamente pubblica Shortcuts (I Can't Wait) e a distanza di otto anni, nel novembre 2019 ritorna sul palco di Idol e si esibisce con il brano.
Il 2020 è un anno che segna la pubblicazione dei singoli Alone e Get to Know Me First, a cui partecipano anche le cantanti Julie Bergan e AWA, definito un "inno alla vita da single e un omaggio alle donne".
Nel 2021 collabora con il DJ Bob Sinclar al brano We Could Be Dancing, con il quale vincono il premio PMI ai Power Hits Estate. Successivamente viene pubblicato il singolo Love Me Blind.

## Vita privata
Ha avuto una relazione con il cantante connazionale Robin Stjernberg, conosciuto durante la sua permanenza ad Idol (è stato il secondo classificato della sua stessa edizione) e che ha vinto nel 2013 il Melodifestivalen, rappresentando la Svezia all'Eurovision Song Contest e posizionandosi quattordicesimo in finale.

## Discografia

### EP
- 2018 - SEX

### Singoli
- 2015 - I'll Be Fine
- 2015 - Something Right
- 2016 - Hunger
- 2016 - Liberate
- 2018 - Blossom
- 2019 - No Place Like Me (con Big Narstie)
- 2019 - Words
- 2019 - Show Me (con Kim Cesarion)
- 2019 - Shortcuts (I Can't Wait)
- 2020 - Alone
- 2020 - Get to Know Me First (con Julie Bergan e AWA)

#### Come featuring
- 2018 - Holding On (con Sondr)
- 2018 - Breathe (con Nause)
- 2021 - We Could Be Dancing (con Bob Sinclar)

### Crediti di produzione
- 2016 - Drowning (Justin Prime & We Are Loud, vocale)